# مقاطعة دهلران
مقاطعة دهلران  (بالفارسية: شهرستان دهلران) هي مقاطعة تقع في محافظة إيلام في إيران. يقدر عدد سكانها بـ 58,993 نسمة .